# Urolophus westraliensis
Urolophus westraliensis  (лат.) — вид рода уролофов семейства короткохвостых хвостоколов отряда хвостоколообразных. Является эндемиком северо-западного побережья Австралии. Встречается на глубине до 220 м. Грудные плавники этих скатов образуют ромбовидный диск, ширина которого превышает длину. Дорсальная поверхность диска окрашена в желтоватый или коричневатый цвет, иногда покрыта полосами. Между ноздрями имеется прямоугольная складка кожи. Тонкий хвост оканчивается листовидным хвостовым плавником, имеются слабо развитые латеральные складки кожи. В средней части хвостового стебля позади маленького спинного плавника расположен зазубренный шип. Максимальная зарегистрированная длина 36 см. Размножается яйцеживорождением. Не является объектом целевого лова. В качестве прилова попадается при коммерческом промысле.

## Таксономия
Впервые вид был научно описан в 1987 году. Голотип представляет собой самца длиной 19,2 см, пойманного донным тралом у берегов Перта (18°20′ ю. ш. 118°27′ в. д.) на глубине 202 м. Паратипы: самцы длиной 16,6—17,1 см и самка длиной 19,6 см, пойманные на рифах Роули на глубине 154 м; самцы длиной 18,9—19,6 см и самка длиной 14,3 см, пойманные к северу от Порт-Хедленда на глубине 182—202 м; самка длиной 22,5 см, пойманная у побережья  архипелага Дампир на глубине 170—172 м, и самец длиной 18,2 см, пойманный на западе архипелага Буканьер. Вид назван по географическому месту обитания (Западная Австралия). Является близкородственным видом с Urolophus mitosis.

## Ареал
Urolophus westraliensis обитают у северо-западного побережья Австралии от архипелага Дампир до Архипелаго Бонапарте. Эти донные рыбы встречаются на внешнем крае континентального шельфа на глубине от 60 до 220 м. 

## Описание
Широкие грудные плавники этих скатов сливаются с головой и образуют ромбовидный диск, ширина которого намного превышает длину. «Крылья» закруглены, передний край диска почти прямой, заострённое мясистое рыло образует тупой угол и выступает за края диска. Позади среднего размера глаз расположены брызгальца в виде запятых. На заднем краю ноздрей имеется шишка , а между ноздрями пролегает кожный лоскут с мелкобахромчатой нижней кромкой, переходящей по краям в небольшие лопасти. Рот довольно крупный. Зубы с овальными основаниями выстроены в шахматном порядке. На дне ротовой полости имеются 5—6 пальцеобразных отростков, несколько отростков покрывают нижнюю челюсть. На вентральной стороне диска расположено 5 пар коротких жаберных щелей. Небольшие брюшные плавники закруглены
Длина короткого хвоста составляет 66—80 % от длины диска. По обе стороны хвостового стебля пролегают малозаметные складки кожи.  Хвост сужается и переходит в низкий листовидный хвостовой плавник. На дорсальной поверхности хвоста в центральной части позади спинного плавника расположен зазубренный шип. Кожа лишена чешуи. Максимальная зарегистрированная длина 36 см. Дорсальная поверхность диска у взрослых скатов окрашена в ровный желтоватый или коричневатый цвет, у молодых особей диск светло-жёлтый. Иногда глаза, жаберную область и середину спины окружают тёмные полосы. Вентральная поверхность белая, хвост желтый с чёрными краями

## Биология
Подобно прочим хвостоколообразным Urolophus westraliensis размножаются яйцеживорождением. Вероятно помёт невелик. Длина новорожденных около 10—13 см. Самцы достигают половой зрелости при длине 24 см. 

## Взаимодействие с человеком
Эти скаты не являются объектом целевого лова. В качестве прилова попадаются при коммерческом промысле. Международный союз охраны природы присвоил этому виду статус сохранности «Вызывающий наименьшие опасения». 